# Nitra (řeka)
Nitra je řeka v Nitranském kraji na Slovensku. Je to levý přítok Váhu. Její délka činí 167 km. Povodí má rozlohu 4499 km².

## Popis toku
Pramení v Malé Fatře v Západních Karpatech. Na dolním toku protéká Podunajskou nížinou a spojovacím kanálem u obce Komoča, který byl vybudovaný v roce 1971 je spojená s Váhem. Staré koryto však pokračuje dále na jih přes Martovce, přijímá Žitavu a do Váhu ústí nedaleko Komárna.

### Přítoky
Přítoky jsou Handlovka, Nitrica, Bebrava, Chocina, Bojnianka, Radošinka (všechny zprava) a zleva Dršňa, Kadaň a Žitava.

## Vodní režim
Průměrný průtok na dolním toku činí 24,1 m³/s. Nejvyšší je na jaře a nejmenší v létě. Využívá se k plavení dřeva.

## Osídlení
Řeka protéká následujícími městy Nitrianske Pravno, Prievidza, Partizánske, Topoľčany, Nitra, Komjatice, Šurany, Nové Zámky